# Dódekaorton
Dódekaorton (görög szó, a. m. 12 ünnep) a keleti kereszténység tizenkét legnagyobb ünnepe és ikonográfiai ábrázolása. Az egyes ünnepekhez hagyományos ikonográfia tartozik, melyek állandósultak. Ezek:
1. Angyali üdvözlet: Mária és Gábor arkangyal alakjával, néha egy szolgálólány is megjelenik.
2. Krisztus születése: Mária barlangban, körülötte pásztorok, angyalok, a háromkirályok, alatta Szent József és a kisded fürdetésének jelenete.
3. A gyermek Jézus bemutatása a templomban: Mária és a gyermek, és az agg Simeon.
4. Krisztus keresztelése: Keresztelő Szent János és három angyal.
5. Krisztus színeváltozása: Mózes, Illés és három apostol alakja.
6. Lázár feltámasztása: Lázár múmiaként ábrázolva.
7. Bevonulás Jeruzsálembe: táji és építészeti háttér fontos szerepe.
8. Keresztrefeszítés: Krisztus, Mária és János evangélista alakjaival.
9. Feltámadás vagy Pokolraszállás: Ádám, Éva, ószövetségi királyok alakjai, néha a Pokol megszemélyesített alakjával.
10. Mennybemenetel: fent angyalok, alattuk Mária az apostolok között.
11. Pünkösd: a tizenkét apostol körben ülő alakja.
12. Az Istenanya halála: Krisztus Mária lelkét pólyás gyermek alakjában tartja kezében, a ravatal körül apostolok, néha két egyházatya.